# Sites historiques et culturels majeurs protégés au niveau national (Hebei)
Cette liste regroupe les principaux sites protégés pour leur valeur culturelle et historique au niveau national par l'administration d'état chargée du patrimoine culturel en Chine pour la province du Hebei. Elle a été établie en huit vagues successives: la série 1 en 1961, 2 en 1982, 3 en 1988, 4 en 1996, 5 en 2001, 6 en 2006, 7 en 2013, 8 en 2019. La liste présentée ci-dessous ne reprend actuellement que les quatre premières séries.
| N°    | Désignation                                                    | Ville / district          | Image |
| ----- | -------------------------------------------------------------- | ------------------------- | ----- |
| 1-29  | Site de la guerre des tunnels de Ranzhuang                     | Baoding / Qingyuan        |       |
| 1-40  | Grottes de Xiangtangshan                                       | Handan                    |       |
| 1-58  | Pont de Zhaozhou                                               | Shijiazhuang / Zhao       |       |
| 1-60  | Pont de Yongtong                                               | Shijiazhuang / Zhao       |       |
| 1-70  | Pagode Liaodi                                                  | Baoding / Dingzhou        |       |
| 1-73  | Pagode Hua du temple Guanghui                                  | Shijiazhuang / Zhengding  |       |
| 1-77  | Pilier commémoratif de Yicihui                                 | Baoding / Dingxing        |       |
| 1-78  | Pilier Dharani de Zhaozhou                                     | Shijiazhuang / Zhao       |       |
| 1-89  | Monastère Longxing                                             | Shijiazhuang / Zhengding  |       |
| 1-102 | Passe de Shanhai                                               | Qinhuangdao / Shanhaiguan |       |
| 1-115 | Temple de Puning                                               | Chengde                   |       |
| 1-116 | Temple de Pule                                                 | Chengde                   |       |
| 1-117 | Temple de Putuo Zongcheng                                      | Chengde                   |       |
| 1-118 | Temple Xumi-Fushou                                             | Chengde                   |       |
| 1-123 | Résidence de montagne de Chengde                               | Chengde                   |       |
| 1-134 | Lion de fer                                                    | Cangzhou                  |       |
| 1-149 | Site de la capitale de Zhao                                    | Handan                    |       |
| 1-150 | Xiadu (en)                                                     | Baoding / Yi              |       |
| 1-169 | Tombes de la famille Feng                                      | Hengshui / Jing           |       |
| 1-179 | Tombeaux Est des Qing                                          | Zunhua                    |       |
| 1-180 | Tombeaux Ouest des Qing                                        | Baoding / Yi              |       |
| 2-8   | Mémorial de Xibaipo                                            | Shijiazhuang / Pingshan   |       |
| 2-24  | Temple Beiyue                                                  | Baoding / Quyang          |       |
| 3-10  | Ancienne maison de Li Dazhao                                   | Tangshan / Laoting        |       |
| 3-58  | Grande Muraille à Jinshanling                                  | Chengde / Luanping        |       |
| 3-64  | Remparts de Xuanhua                                            | Zhangjiakou / Xuanhua     |       |
| 3-71  | Bureau du gouverneur de Zhili                                  | Baoding                   |       |
| 3-105 | Temple Kaiyuan                                                 | Shijiazhuang / Zhengding  |       |
| 3-121 | Temple Shuxiang                                                | Chengde                   |       |
| 3-122 | Temple Anyuan                                                  | Chengde                   |       |
| 3-139 | Pagode Lingxiao                                                | Shijiazhuang / Zhengding  |       |
| 3-188 | Site de Cishan                                                 | Handan / Wu'an            |       |
| 3-206 | Ruines de la capitale de Zhongshan                             | Hengshui / Pingshan       |       |
| 3-213 | Ruines de Ye                                                   | Handan / Linzhang         |       |
| 3-225 | Four de porcelaine Ding de Jianci                              | Baoding / Quyang          |       |
| 3-235 | Tombe du prince Jing de Zhongshan                              | Baoding / Mancheng        |       |
| 3-242 | Tombes des dynasties du Nord                                   | Handan / Ci               |       |
| 4-33  | Site du palais de Beidaihe                                     | Qinhuangdao / Beidaihe    |       |
| 4-44  | Four à grès Cizhou                                             | Handan                    |       |
| 4-46  | Four Xing                                                      | Xingtai / Neiqiu          |       |
| 4-61  | Tombes Han                                                     | Cangzhou / Xian           |       |
| 4-72  | Tombes de Xiabali                                              | Zhangjiakou / Xuanhua     |       |
| 4-81  | Pagode du temple Zhiping                                       | Shijiazhuang / Zanhuang   |       |
| 4-82  | Stupa des sariras du temple Kaifu                              | Hengshui / Jing           |       |
| 4-88  | Wahuanggong (en)                                               | Handan / She              |       |
| 4-91  | Salle principale du temple confucéen de Zhengding              | Shijiazhuang / Zhengding  |       |
| 4-95  | Temple Geyuan                                                  | Baoding / Laiyuan         |       |
| 4-96  | Temple Kaishan                                                 | Baoding / Gaobeidian      |       |
| 4-114 | Pavillon Ciyun                                                 | Baoding / Dingxing        |       |
| 4-131 | Pavillon Yuhuang                                               | Zhangjiakou / Yu          |       |
| 4-132 | Zijingguan (de)                                                | Baoding / Yi              |       |
| 4-133 | Temple Pilu                                                    | Shijiazhuang              |       |
| 4-194 | Pilier Dao de Jing du temple Longxing                          | Baoding / Yi              |       |
| 4-195 | Colonne Dharani de Tianhucun                                   | Shijiazhuang              |       |
| 4-238 | Quartier général de la zone frontalière de Shanxi-Chahar-Hebei | Baoding / Fuping          |       |
| 4-242 | Quartier général de la 129e division de la 8e armée            | Handan / She              |       |

- (de) Cet article est partiellement ou en totalité issu de l’article de Wikipédia en allemand intitulé « Denkmäler der Volksrepublik China (Hebei) » (voir la liste des auteurs).